# Snagost (village)
Snagost (en russe : Снагость) est un village du selsoviet de Snagost du raïon de Korenevo dans l'oblast de Koursk, en Russie. Sa population s'élevait à 479 habitants au recensement de 2021.

## Géographie
Le village de Snagost se situe dans l'oblast de Koursk, un oblast de la partie européenne de la Russie. Le village fait partie du raïon de Korenevo, avec Korenevo comme centre administratif. Il se trouve dans le selsoviet de Snagost, une municipalité dont il est le chef-lieu.

## Histoire

### Invasion de l'Ukraine par la Russie
Le village est attaqué le 9 août 2024 par les forces armées ukrainiennes lors de l'incursion dans l'oblast de Koursk.
Il est repris par les forces russes le 16 août, la situation est toujours en cours dans la région.

## Démographie
Recensements (*) et estimations de la population :
| 2002 * | 2010* | 2021* | - |
| ------ | ----- | ----- | - |
| 672    | 494   | 479   | - |